# Grupa GPEC
Grupa GPEC – grupa kapitałowa z siedzibą w Gdańsku, której główną działalnością jest dystrybucja i wytwarzanie ciepła, a także budowa i modernizacje sieci ciepłowniczych, budowa kogeneracji gazowych oraz produkcja energii elektrycznej z małych elektrowni wodnych oraz farm PV. Grupa rozwija działalność również na rynku facility management – w 2024 r. posiadała ponad 3,8 mln mkw powierzchni w obsłudze w ponad 100 miastach w Polsce.
Działa na terenie miast: w Gdańsku, Sopocie, Tczewie, Starogardzie Gdańskim, Pruszczu Gdańskim oraz Pelplinie. Posiada i zarządza ponad 900 km sieci ciepłowniczych (stan na koniec 2024) i zatrudnia ponad 500 pracowników, w tym około 100 inżynierów.

## Działalność
Poza wytwarzaniem i dystrybucją ciepła, Grupa GPEC oferuje także produkty okołoenergetyczne, buduje i modernizuje sieci ciepłownicze i źródła ciepła, a także rozwija działalność na rynku facility management.

### Struktura organizacyjna
- GPEC – główna spółka w Grupie. Dostarcza ciepło na terenie Gdańska (57% udziału w rynku) i Sopotu (36% udziału w rynku). Udziałowcami firmy są Leipziger Stadtwerke oraz Miasto Gdańsk.

#### Zarząd spółki
- Prezes: Marcin Lewandowski
- Członek Zarządu: Piotr Dembiński

#### Spółki zależne
- GPEC PELPLIN – produkuje i dostarcza ciepło w Pelplinie.
- GPEC EKSPERT – spółka ciepłownicza zajmująca się wytwarzaniem, przesyłem i dystrybucją ciepła oraz obsługą i doradztwem technicznym na terenie: Miasta i Gminy Tczewa oraz Starogardu Gdańskiego.
- GPEC ENERGIA – zajmuje się produkcją energii elektrycznej ze źródeł odnawialnych, małych elektrowni wodnych (MEW) oraz handlem energią elektryczną i gazem.
- GPEC PRO – spółka zajmuje się sprzedażą ciepła ze zdecentralizowanych źródeł.
- GPEC PROJEKT (wcześniej GPEC SERWIS) – spółka wykonawcza prowadząca projekty w 4 zakresach: budowa i modernizacja sieci ciepłowniczych, budowa i serwis źródeł ciepła, budowa i serwis instalacji fotowoltaicznych, wykonawstwo generalne budownictwa kubaturowego
- GPEC SYSTEM – centrum usług wspólnych dla wszystkich spółek Grupy Kapitałowej GPEC, w zakresie finansów, HR, IT oraz zarządzania nieruchomościami i flotą samochodową.
- GPEC TERMO (wcześniej Orchis Energia Sopot) – spółka skoncentrowana na wytwarzaniu, przesyłaniu i dystrybucji ciepła oraz eksploatacji lokalnych kotłowni gazowych i olejowych.
- DKRB Gdańsk

## Nagrody i wyróżnienia
Grupa GPEC otrzymała nagrody:
- Nagroda Solidarności od Prezydenta Rzeczypospolitej 2024 za wieloletnią strategię personalną Grupy GPEC opartą na partnerskim dialogu z przedstawicielami Związków Zawodowych umożliwiającą pracę w elastycznym modelu hybrydowym, a tym samym osiągnięcie balansu między życiem prywatnym a pracą zawodową[4]
- Nagroda Rzeczpospolitej dla Najlepszego Pracodawcy 2023 za rozwiązania dotyczące trybu i czasu pracy w epoce postcovidowej[5].
- Nagroda Bursztyn Polskiej Energetyki 2023 Europejskiego Centrum Biznesu za konsekwentne i skuteczne realizowanie strategicznych założeń spółki służących podniesieniu efektywności energetycznej, poprzez wdrażanie projektów OZE oraz rozwiązań zwiększających długoterminowo potencjał i efektywność sieci ciepłowniczej[6]
- Publikacją dobrych praktyk w Raporcie „Odpowiedzialny biznes w Polsce 2023. Dobre praktyki”. Grupa GPEC została wyróżniona m.in. za: akcję charytatywną na rzecz Fundacji Hospicyjnej, utrzymywaniem elastycznego, hybrydowego modelu pracy, czy za całoroczny program rozwojowy dla menedżerów[7]